# Allophylus delicatulus
Allophylus delicatulus är en kinesträdsväxtart som beskrevs av B. Verdcourt. Allophylus delicatulus ingår i släktet Allophylus och familjen kinesträdsväxter. Inga underarter finns listade i Catalogue of Life.